# Gardenia (singel)
Gardenia – jedenasty singel Malice Mizer wydany 30 maja 2001.
Wersja first press posiada dodatkowe kartonowe opakowanie.

## Lista utworów
1. Prologue ~Kaisou~ (jap. prologue ～回想～)
2. Gardenia
3. Houkai Jokyoku (崩壊序曲)
4. Gardenia (Instrumental)
5. Houkai Jokyoku (Instrumental)